# Manfred Seitz
Manfred Seitz (* 17. September 1928 in Winterhausen, Unterfranken; † 28. April 2017 in Erlangen, Bayern) war ein deutscher evangelischer Theologe. Er war Hochschullehrer für Praktische Theologie an der Universität Heidelberg und der Universität Erlangen.

## Leben und Wirken
Manfred Seitz wurde als Sohn des Pfarrers Johannes Matthias und seiner Frau Karoline Seitz geboren. Er machte sein Abitur 1947 in Würzburg und studierte von 1947 bis 1951 Theologie in Neuendettelsau sowie an den Universitäten Heidelberg und Erlangen, wo er durch Georg Merz und Gerhard von Rad wesentlich geprägt wurde. Danach war er zwei Jahre als Vikar in Berchtesgaden eingesetzt und wurde 1952 zum geistlichen Amt ordiniert. In Erlangen wurde er 1958 bei Eduard Steinwand (1890–1960) promoviert mit einer Untersuchung zur Theologie der Verkündigung von Hermann Bezzel. Von 1958 bis 1961 folgten Jahre im Pfarramt an St. Jakob in Nürnberg und als Studentenpfarrer. Für die Evangelisch-Lutherische Kirche in Bayern war er 1961 bis 1963 als persönlicher Referent des Landesbischofs Hermann Dietzfelbinger tätig. Anschließend lehrte er als Dozent für Pastoraltheologie am Kolleg Neuendettelsau 1964 bis 1966. In dieser Zeit begannen Rudolf Bohren und er mit der Formulierung einer evangelischen Aszetik, um die geistlichen Disziplinen und Übungen im Theologiestudium und in der kirchlichen Praxis zu stärken, einzuüben und anzuwenden.
1966 erhielt Seitz einen Ruf als Professor für Praktische Theologie an der Universität Heidelberg als Nachfolger von Wilhelm Hahn. Diese Zeit war auch geprägt von den studentischen Unruhen, die sich bis in seine Seminare hinein ausgewirkt hatten. Als Nachfolger von Kurt Frör war er von 1972 bis zu seiner Emeritierung 1994 Lehrstuhlinhaber für Praktische Theologie an der Universität Erlangen und prägte unter anderem mit Karlmann Beyschlag, Ingetraut Ludolphy, Niels-Peter Moritzen und Reinhard Slenczka mehrere Generationen von Studenten in einer an Bibel und Bekenntnis orientierten Theologie evangelisch-lutherischer Prägung. Zusammen mit Karlmann Beyschlag initiierte er in den 1980er Jahren sogenannte „Lebenswort-Gruppen“, die das spirituelle Leben der Theologiestudenten in Blick hatten, unter anderem durch wöchentliche „memoratio et meditiatio“ eines Bibelverses. Von 1969 bis 1993 leitete er zugleich das Pastoralkolleg der Vereinigten Evangelisch-Lutherischen Kirche Deutschlands (VELKD). Als Universitätsprediger in Erlangen wirkte er von 1973 bis 1995, ein Jahr über seine Emeritierung 1994 hinaus. Mit dem Philosophen Odo Marquard war er freundschaftlich verbunden und führte mit ihm regelmäßige Gespräche.
2006 war er maßgeblich an der Gründung des Instituts für evangelische Aszetik an der Augustana-Hochschule in Neuendettelsau beteiligt. Es ist das einzige deutschsprachige Spezialinstitut an einer Hochschule zur Erforschung der christlichen Frömmigkeit, wozu Seitz wesentliche Impulse geben und auch als Seniordirektor wirken konnte.
Aus Anlass seines 80. Geburtstages im September 2008 wurde Seitz von Kirche und Universität gewürdigt: Er habe mit seinen Ausführungen zu Seelsorge, Gottesdienst und geistlichem Gemeindeaufbau viele Angehörige der heutigen Pfarrergeneration beeinflusst; er habe über Fakultätsgrenzen hinweg den Brückenschlag gesucht zwischen Medizin, Technik und Theologie. Zudem habe er sich vielen Universitätsangehörigen tief eingeprägt als Prediger und als persönlicher Seelsorger bis hin zur Sterbebegleitung.
Seitz kritisierte 2002 den Beschluss der Evangelischen Kirche in Hessen und Nassau, die Segnung gleichgeschlechtlicher Lebensgemeinschaften zu gestatten, mit dem Hinweis, dass die Bibel praktizierte Homosexualität ablehne. Er stellte die Frage: „Wer gibt den Herrschenden der hessen-nassauischen Kirche das Recht, tragende biblische Aussagen für ungültig zu erklären?“

## Privates
1962 heiratete Seitz Renate Weckerle, sie hatten zusammen zwei Söhne.

## Ehrungen
- 1991: Sexauer Gemeindepreis für Theologie
- 1992: Bayerischer Verdienstorden

## Schriften

### Als Autor
- Hermann Bezzel. Theologie, Darstellung, Form seiner Verkündigung. Kaiser, München 1960. Nachdruck: Brockhaus, Wuppertal 1987, ISBN 3-417-29328-6.
- Seelsorge und geistliches Leben. Persönliche Voraussetzungen zum Üben der Seelsorge. Laetare, Nürnberg 1962.
- mit Eberhard Jüngel, Karl Rahner: Die praktische Theologie zwischen Wissenschaft und Praxis. Referate der Arbeitstagung für Praktische Theologie in Arnoldshain vom 5.–7. April 1967. Kaiser, München 1968.
- Praxis des Glaubens. Gottesdienst, Seelsorge und Spiritualität. Vandenhoeck & Ruprecht, Göttingen 1978. 3. Auflage 1985, ISBN  3-525-60616-8.
- mit Hans-Rudolf Müller-Schwefe: Evangelische Askese. Einübung in die Zeitlichkeit. Stauda, Kassel 1979, ISBN 3-7982-0150-1.
- Missionarischer Gemeindeaufbau in der Volkskirche. Theologische Überlegungen zum Auftrag der Kirche. Referate von Manfred Seitz, Michael Herbst und Falk Becker (auf einem Studientag der Arbeitsgemeinschaft Missionarischer Gemeindeaufbau in Westfalen am 26. Oktober 1984 in Meinerzhagen). Idea, Wetzlar 1984.
- Die Freude der Beichte. Verfasst von einer Studiengruppe unter anderem mit Manfred Seitz am Institut für Praktische Theologie in Erlangen. Schriftenmissions-Verlag, Neukirchen-Vluyn 1985, ISBN 3-7958-8911-1.
- Erneuerung der Gemeinde. Gemeindeaufbau und Spiritualität. Vandenhoeck & Ruprecht, Göttingen 1985. 2. durchges. Auflage 1991, ISBN 3-525-60366-5.
- Was heißt geistlich leben? Seelsorge als Aufgabe an sich selbst. Evangelische Buchhilfe, Vellmar 1991.
- Für die eigene Seele sorgen. Brockhaus, Wuppertal 2002, ISBN 3-417-24444-7.
- Für die eigene Seele sorgen – geistliches Leben heute. Evangelische Sammlung in Württemberg, Bad Urach 2007.
- Herr, höre mein Gebet. Freimund Verlag, Neuendettelsau 2012, ISBN 978-3-86540-115-1.
- Einfach vom Glauben reden. Gott und den Menschen zugewandt., Freimund Verlag, Neuendettelsau 2014. 3. durchges. Auflage 2016, ISBN 978-3-86540-172-4.

### Als Herausgeber
- mit Karl Cramer: Professor D. Eduard Steinwand zum Gedächtnis. Burckhardthaus, Gelnhausen 1960.
- Verkündigung, Seelsorge und gelebter Glaube. Gesammelte Aufsätze von Eduard Steinwand. Vandenhoeck & Ruprecht, Göttingen 1964.
- mit Friedrich Thiele: Wir beten. Gebete für Menschen von heute. MBK, Bad Salzuflen 1967. 8. Auflage: Schriftenmissions-Verlag, Gladbeck 1978, ISBN 3-7958-0817-0.
- mit Lutz Mohaupt: Gottesdienst und öffentliche Meinung. Kommentare und Untersuchungen zur Gottesdienstumfrage der VELKD. Calwer, Stuttgart 1977, ISBN 3-7668-0534-7.
- mit Karsten Lehmkühler: In der Wahrheit bleiben. Dogma – Schriftauslegung – Kirche. Festschrift für Reinhard Slenczka zum 65. Geburtstag. Vandenhoeck & Ruprecht, Göttingen 1997, ISBN 3-525-58163-7.

## Festschriften für Manfred Seitz
- Wolfgang Bub (Hrsg.): Lebenswort. Erlanger Universitäts-Predigten. Manfred Seitz zum 60. Geburtstag. Evangelisch-Lutherische Mission, Erlangen 1988, ISBN 3-87214-224-0.
- Rudolf Landau, Günter R. Schmidt (Hrsg.): „Dass allen Menschen geholfen werde …“ Theologische und anthropologische Beiträge. Für Manfred Seitz zum 65. Geburtstag. Calwer, Stuttgart 1993, ISBN 3-7668-3239-5.
- Rudolf Landau (Hrsg.): Ich hoffe auf dein Wort. Predigten und Ansprachen von Manfred Seitz. Calwer, Stuttgart 1993, ISBN 3-7668-3218-2.
- Michael Herbst (Hrsg.): Spirituelle Aufbrüche. Perspektiven evangelischer Glaubenspraxis. Festschrift für Manfred Seitz zum 75. Geburtstag. Vandenhoeck & Ruprecht, Göttingen 2003, ISBN 3-525-60408-4.
- Rudolf Landau (Hrsg.): Theologie für die Kirche. Beiträge zum christlichen Glauben, Leben und Handeln. Manfred Seitz zum 75. Geburtstag am 17. September 2003. Calwer, Stuttgart 2003, ISBN 3-7668-3846-6.
- Reiner Knieling (Hrsg.): Plädoyer für unvollkommene Gemeinden. Heilsame Impulse. Manfred Seitz zum 80. Geburtstag in Dankbarkeit gewidmet. Vandenhoeck & Ruprecht, Göttingen 2008, ISBN 978-3-525-57000-5.